# Prunus gongshanensis
Prunus gongshanensis är en rosväxtart som beskrevs av Jun Wen. Prunus gongshanensis ingår i släktet prunusar, och familjen rosväxter. Inga underarter finns listade i Catalogue of Life.